# Une nuit sous les palmiers
Pour plus de détails, voir Fiche technique et Distribution.
Une nuit sous les palmiers (The Coo-Coo Nut Grove) est un dessin animé américain de la série Merrie Melodies, réalisé par Friz Freleng sur un scénario de Sid Marcus, et sorti en 1936. 

## Fiche
- Réalisation : Friz Freleng
- Scénario : Sid Marcus
- Production : Leon Schlesinger Studios
- Musique originale : Carl W. Stalling
- Montage et technicien du son : Treg Brown (non crédité)
- Durée : 7 minutes
- Pays : États-Unis
- Langue : anglais
- Distribution : 1936 : Warner Bros. Pictures
- Format : 1,37 :1 Technicolor Mono
- Date de sortie : 
  - États-Unis : 28 novembre 1936

## Voix
- Tedd Pierce :
- Bernice Hansen :
- Danny Webb :
- Verna Deane :
- Wini Shaw :
- Peter Lind Hayes :

## Animateurs
- Robert Cannon
- Virgil Ross (non crédité)
- Charles McKimson (non crédité)
- John Didrik Johnsen (décors) (non crédité)

## Musique
- Carl W. Stalling, directeur de la musique
- Milt Franklyn, orchestration (non crédité)